# Nieuw Tijdperk Partij
De Nieuwe Tijdperk Partij (Lets: Jaunais laiks, JL) was een centrumrechtse politieke partij in Letland. De partij werd opgericht in februari 2002, en fuseerde in augustus 2011 met de partij Eenheid.
Nieuwe Tijdperk was lid van de Europese Volkspartij, en zat in de Fractie van de Europese Volkspartij van het Europees Parlement.

## Geschiedenis
Nieuwe Tijdperk Partij werd op 2 februari 2002 opgericht door Einars Repše, een politicus en bankier. In het begin waren de meeste leden nieuwe politici. Bij de verkiezingen datzelfde jaar beloofde Nieuwe Tijdperk zich in te zetten voor de bestrijding van corruptie en belastingontduiking. De partij kreeg 23,9% van de stemmen, goed voor 26 van de 100 zetels in de Saeima. De partij vormde aldaar een regeringscoalitie met drie andere partijen. Einars Repše werd na de verkiezingen premier.
In januari 2004 viel de coalitie uiteen en trad Repše af als premier. Tot oktober 2004 zat Nieuwe Tijdperk in de oppositie. Daarna sloot de partij zich aan bij een coalitie geleid door Aigars Kalvītis van de Volkspartij. Na een schandaal tijdens de regionale verkiezingen in Jūrmala, waarbij coalitiepartner Eerste Partij van Letland ervan werd beschuldigd stemmen te hebben gekocht, verliet Nieuwe Tijdperk deze coalitie weer op 13 april 2006. Daarbij traden ook alle ministers van Nieuwe Tijdperk af.
Bij de parlementaire verkiezingen van oktober 2006 won Nieuwe Tijdperk 18 zetels. Ondanks dat dit beduidend minder was dan bij de vorige verkiezingen, bleef de partij de grootste oppositiepartij. Door een reeks schandalen was Repše ondertussen een groot deel van zijn populariteit kwijtgeraakt. In maart 2007 besloot Nieuwe Tijdperk daarom voor een andere aanpak, en voortaan 2 partijleiders te hebben: Einars Repše en Arturs Krisjanis Karins.
In 2008 verlieten prominente leden Ina Druviete, Karlis Sadurskis, Ilma Cepane en Sandra Kalniete de partij om de partij Pilsoniskā savienība op te richten. Als gevolg trokken zowel Repše als Karins zich terug als partijleiders voor Nieuwe Tijdperk. Ze werden opgevolgd door Solvita Aboltina en Artis Kampars.
In maart 2009 werd partijlid Valdis Dombrovskis premier, waarmee Nieuwe Tijdperk leider werd van een vier partijen tellende centrumrechtse coalitie.
Op 6 augustus 2011 fuseerde Nieuwe Tijdperk met twee andere partijen tot de nieuwe partij Eenheid.